# Sarbanissa yunnana
Sarbanissa yunnana là một loài bướm đêm trong họ Noctuidae.